# Kibakoganea sinica
Kibakoganea sinica är en skalbaggsart som beskrevs av Patrice Bouchard 2005. Kibakoganea sinica ingår i släktet Kibakoganea och familjen Rutelidae. Inga underarter finns listade i Catalogue of Life.